# Titounet et Titounette
Titounet et Titounette est une série de bande dessinée pour enfants créée par la Française Marie-Mad en 1955 dans Cœurs vaillants sous le nom Titounet, et poursuivie de 1956 à 1982 sous son nom définitif dans Perlin et Pinpin. Fleurus a publié 47 albums recueillant ces histoires entre 1958 et 1968.
Destinée aux petits enfants, la série met en scène un frère et une sœur vivant à la campagne entourés d'animaux anthropomorphes, tels le gentil ours Pluchon et la lapin Doudou. Les aventures, pleine de rebondissements mais jamais dangereuses, sont empreintes d'un certain moralisme.

## Publications

### Albums
- Titounet et Titounette, Fleurus 47 vol., 1958-1968[2].
- Titounet et Titounette, Éditions du Triomphe, 23 vol., 1996-2005[3].